# Mango (Italie)
Pour les articles homonymes, voir Mango.
Mango est une commune italienne de la province de Coni, dans la région Piémont.

## Administration
| Période                                  | Période | Identité | Étiquette | Qualité |
| ---------------------------------------- | ------- | -------- | --------- | ------- |
|                                          |         |          |           |         |
| Les données manquantes sont à compléter. |         |          |           |         |

### Communes limitrophes
Camo, Castino, Coazzolo, Cossano Belbo, Neive, Neviglie, Rocchetta Belbo, Santo Stefano Belbo, Trezzo Tinella